# Жардин, Лео
Леона́рдо "Ле́о" Се́зар Жарди́н (порт.-браз. Leonardo César Jardim; 20 марта 1995, Рибейран-Прету, Бразилия) — бразильский футболист, вратарь клуба «Васко да Гама».

## Клубная карьера
13 июля 2019 года Жардим подписал пятилетний контракт с французским «Лиллем».
2 октября 2019 года Жардим дебютировал за «Лилль» в матче группового этапа Лиги чемпионов УЕФА против «Челси».

## Карьера в сборной
11 марта 2024 года Жардим впервые был вызван в сборную Бразилии на предстоящие товарищеские матчи.

## Достижения
«Гремио»
- Обладатель Кубка Бразилии: 2016
- Обладатель Кубка Либертадорес: 2017

«Лилль»
- Обладатель Суперкубка Франции: 2021